# Nicofonte
Nicofonte (in greco antico: Νικόφων?, Nikòphon; in latino Nicophon; Atene, ultimo quarto del V secolo a.C. ... – dopo il 388 a.C.) è stato un commediografo ateniese.

## Biografia
Tra gli ultimi esponenti della commedia antica, Nicofonte, figlio di Terone, fu, come indicato da Suda, contemporaneo di Aristofane.̟

## Commedie
Nicofonte compose almeno 6 drammi, di cui 5 sono citati dalla Suda (Ἐξ ᾅδου ἀνιών, Ἀφροδίτης γοναί, Πανδώρα, Ἐγχειρογάστορες, Σειρῆνες) e uno, Adone, presentato all'agone comico del 388 a.C. (al quale partecipò Aristofane con il Pluto) e giunto quarto. Di tali commedie resta una quindicina di frammenti, dai quali pochissimo è possibile dire, se non che anche Nicofonte si concentrò sulla tendenza, divenuta canonica nella Commedia di Mezzo, alla parodia mitologica.